# 교야 가즈유키
교야 가즈유키(일본어: 京谷 和幸, 1971년 8월 13일 ~ )는 일본의 은퇴한 축구 선수이다. 과거 제프 유나이티드 이치하라에서 활동하였다.